# Georges Fouré

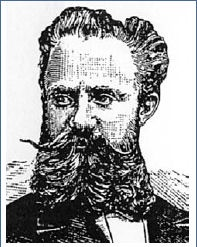
Georges Fouré

Georges Fouré (* 5. Oktober 1843 in Paris; † 9. September 1902 in Paris) war ein französisch-deutscher Philatelist und Briefmarkenfälscher.

## Leben
1852 kam Fouré mit seiner Mutter Marie Pauline nach Berlin. Zwischen 1865 und 1872 hielt er sich wieder in Frankreich auf und arbeitete danach als Sprachlehrer sowie Übersetzer in Berlin und handelte mit Briefmarken. Er war Begründer und Redakteur der „Berliner Illustrierten Briefmarken-Zeitung“ von ca. 1877 bis 1887. Fouré zeichnet sich durch seine Sachkenntnis altdeutscher Briefumschläge aus und fälschte diese. Er ahmte keine tatsächlich existierenden Briefmarken nach, sondern kreierte selbst neue Marken und Wertzeicheneindrucke mithilfe von originalen Druckstöcken, Originalpapier und teilweise Originalfarben. Da es diese Dinge nicht im Handel zu kaufen gab, wurden Komplizen aus der Belegschaft der Reichsdruckerei vermutet. Carl Lindenberg und Franz Kalckhoff deckten zusammen seine Fälschungen auf.

## Beteiligungen an Vereinen
- Verein für Briefmarkenkunde zu Berlin; Gründungsmitglied 1877
- Deutscher Verein für Philatelie zu Berlin (1880 bis 1893); als Gründungsmitglied, Vorstandsmitglied
- Société Française de Timbrologie, Paris; dort wurde er 1880 ausgeschlossen